# Мирољуб
Мирољуб је јужнословенско мушко име. Корени речи су речи за "мир" и "љубав", што значи "онај који воли мир".
Познати људи са именом су:
- Мирољуб Дамјановић (рођен 1950), српски кошаркаш
- Мирољуб Ђорђевић (рођен 1938), српски хокејаш
- Мирољуб Лабус (рођен 1947), српски економиста и бивши политичар
- Мирољуб Лешо (1946–2019), српски глумац
- Мирољуб Тодоровић (рођен 1940), српски песник и уметник